# Lovers (芸能プロダクション)
株式会社Lovers（ラバーズ）は、東京都渋谷区に本社を置く日本の芸能プロダクション。

## 概要
株式会社エイチジェイのグループ会社であり、主に雑誌『egg』、『nuts』の専属モデルが多数所属している。また、株式会社LUV、株式会社PALUM、株式会社MRAも同グループの会社である。

## 主な所属タレント
女性タレント
- 古川優奈（ゆうちゃみ）
- あいさ
- 雨宮由乙花
- きぃぃりぷ
- 大木美里亜（みりちゃむ）
- あいめろ
- 聖菜
- まなぺこ
- 瀬戸ももあ
- 染谷リアナ
- 高澤凪
- 中村恵李花
- 小田愛実（まぁみ）
- 前川愛莉
- 松葉愛海
- りせり
- 雨宮未苺
- 古川結菜（ゆいちゃみ）
- じゅな
- AYAKA
- あおぽん
- KANA
- KANON
- KIMI
- NATSUNE
- FUKA
- MAAYA
- MIMI
- YOTSU

男性タレント
- ハリュー